# Bautista Tomatis
Bautista Euclides Tomatis (Santa Fe, 11 de agosto de 2004) es un futbolista argentino. Juega de delantero en Racing Club de Montevideo, de la Primera División de Uruguay.

## Trayectoria
Surgido de las inferiores de Atlético de Rafaela, donde metió más de 150 goles y fue junto a su equipo 4 veces campeón de AFA, debutó como profesional el 8 de octubre de 2021 a la edad de 17 años, en lo que fue la visita a Instituto de Córdoba. 
El 18 de agosto de 2024, convirtió su primer gol como profesional, en la derrota 3 a 2 frente a Almagro, por la fecha veintiocho del Campeonato de Primera Nacional 2024. En dicho campeonato, el equipo santafesino finalizó último en su zona con los mismos puntos que Brown de Adrogué, por lo que ambos debieron disputar un partido desempate por el primer descenso. En dicho encuentro, Tomatis anotó uno de los goles de "La Crema" que decretó el 2-1 final. Sin embargo, el equipo descendió al Torneo Federal A tras perder la promoción frente a Talleres de Escalada.

## Estadísticas

### Clubes
Actualizado hasta su último partido disputado el 3 de agosto de 2025.
| Club                                | Div.          | Temporada     | Liga  | Liga  | Liga   | Copas nacionales | Copas nacionales | Copas nacionales | Torneos internacionales | Torneos internacionales | Torneos internacionales | Total | Total | Total  |
| Club                                | Div.          | Temporada     | Part. | Goles | Asist. | Part.            | Goles            | Asist.           | Part.                   | Goles                   | Asist.                  | Part. | Goles | Asist. |
| ----------------------------------- | ------------- | ------------- | ----- | ----- | ------ | ---------------- | ---------------- | ---------------- | ----------------------- | ----------------------- | ----------------------- | ----- | ----- | ------ |
| Atlético Rafaela Argentina          | 2.ª           | 2021          | 5     | 0     | 1      | —                | —                | —                | —                       | —                       | —                       | 5     | 0     | 1      |
| Atlético Rafaela Argentina          | 2.ª           | 2022          | —     | —     | —      | —                | —                | —                | —                       | —                       | —                       | 0     | 0     | 0      |
| Atlético Rafaela Argentina          | 2.ª           | 2023          | 2     | 0     | 0      | —                | —                | —                | —                       | —                       | —                       | 2     | 0     | 0      |
| Atlético Rafaela Argentina          | 2.ª           | 2024          | 27    | 5     | 0      | 1                | 0                | 0                | —                       | —                       | —                       | 28    | 5     | 0      |
| Atlético Rafaela Argentina          | Total club    | Total club    | 34    | 5     | 1      | 1                | 0                | 0                | 0                       | 0                       | 0                       | 35    | 5     | 1      |
| Racing Club de Montevideo · Uruguay | 1.ª           | 2025          | 19    | 4     | 2      | —                | —                | —                | 5                       | 1                       | 0                       | 24    | 5     | 2      |
| Racing Club de Montevideo · Uruguay | Total club    | Total club    | 19    | 4     | 2      | 0                | 0                | 0                | 5                       | 1                       | 0                       | 24    | 5     | 2      |
| Total carrera                       | Total carrera | Total carrera | 53    | 9     | 3      | 1                | 0                | 0                | 5                       | 1                       | 0                       | 59    | 10    | 3      |
| 1. 2.                               |               |               |       |       |        |                  |                  |                  |                         |                         |                         |       |       |        |